# Supercoppa d'Albania (pallacanestro)
La Supercoppa d'Albania (in albanese: Superkupa e Shqipërisë) di pallacanestro è un trofeo nazionale albanese organizzato annualmente dal 1999 tra il vincitore del campionato e il vincitore della Coppa d'Albania.

## Albo d'oro
- 1999  Vllaznia
- 2000  Dinamo Tirana
- 2001  PBC Tirana
- 2002  Dinamo Tirana
- 2003  PBC Tirana
- 2004  Valbona
- 2005  Valbona
- 2006  Valbona
- 2007  Valbona
- 2008  PBC Tirana
- 2009  PBC Tirana
- 2010  PBC Tirana
- 2011  PBC Tirana
- 2012  PBC Tirana
- 2013  Kamza
- 2014  Kamza
- 2015  Kamza
- 2016  Kamza
- 2017  PBC Tirana
- 2018  Teuta Durrës
- 2019  Teuta Durrës
- 2020 non disputata
- 2021  Teuta Durrës
- 2022  Teuta Durrës
- 2023  PBC Tirana
- 2024  Besëlidhja

## Vittorie per club
| Squadra       | Vittorie | Anni                                                 |
| ------------- | -------- | ---------------------------------------------------- |
| PBC Tirana    | 9        | 2001, 2003, 2008, 2009, 2010, 2011, 2012, 2017, 2023 |
| Kamza         | 8        | 2004, 2005, 2006, 2007, 2013, 2014, 2015, 2016       |
| Teuta Durrës  | 4        | 2018, 2019, 2021, 2022                               |
| Dinamo Tirana | 2        | 2000, 2002                                           |
| Besëlidhja    | 1        | 2024                                                 |
| Vllaznia      | 1        | 1999                                                 |